# Robert Collot d'Escury
Robert baron Collot d'Escury (Gorinchem, 26 april 1753 – Den Haag, 11 februari 1834) was een Nederlands politicus.

## Familie
Collot d'Escury, lid van de familie Collot d'Escury, was een zoon van Simon Petrus Collot d'Escury (1719-1800), onder andere burgemeester en schepen van Gorinchem en lid van de provinciale rekenkamer, en Charlotte Elisabeth van der Burch (1722-1755). Hij was een broer van Johan Marthe Collot d'Escury, burgemeester van Rotterdam. Bij Koninklijk Besluit van 14 januari 1816, nr 52, werd Collot d'Escury met twee broers ingelijfd in de Nederlandse adel met de titel van baron. Hij trouwde driemaal; met Machtelina Christine Lestevenon (1741-1789), Suzanne Catharina Bicker (1771-1797) en met Cornelia Maria Backer (1775-1838). Uit zijn huwelijken werden meerdere kinderen geboren.

## Loopbaan
Collot d'Escury was in 1784 onderluitenant der garde-te-paard. Van 1795 tot 1805 was hij ontvanger-generaal der Marine. Voor het departement Holland-Maasland was hij lid van het Wetgevend Lichaam van 1806 tot 1810, waarna hij van 1816 tot 1824 lid was van de stedelijke raad van 's-Gravenhage. Hij vervulde tevens de functie van wethouder aldaar.
Daarnaast was hij lid van de Provinciale Staten van Holland voor de landelijke stand, district Alblasserdam (1818-1834),lid Gedeputeerde Staten zuidelijk deel van Holland, van 1821 tot 1825 en van 1827 tot 1834.
Collot d'Escury overleed in 1834 op 80-jarige leeftijd.
- Biografisch Portaal: 02612583
- Digitale Bibliotheek voor de Nederlandse Letteren: coll020
- International Standard Name Identifier: 0000 0003 9010 3902
- Nederlandse Thesaurus van Auteursnamen: 070387168
- Parlement.com: vg09llueuzw4
- Virtual International Authority File: 283625178
- WorldCat: E39PBJkxMPXfGCdgvxWwK7gMyd